# Zaurak

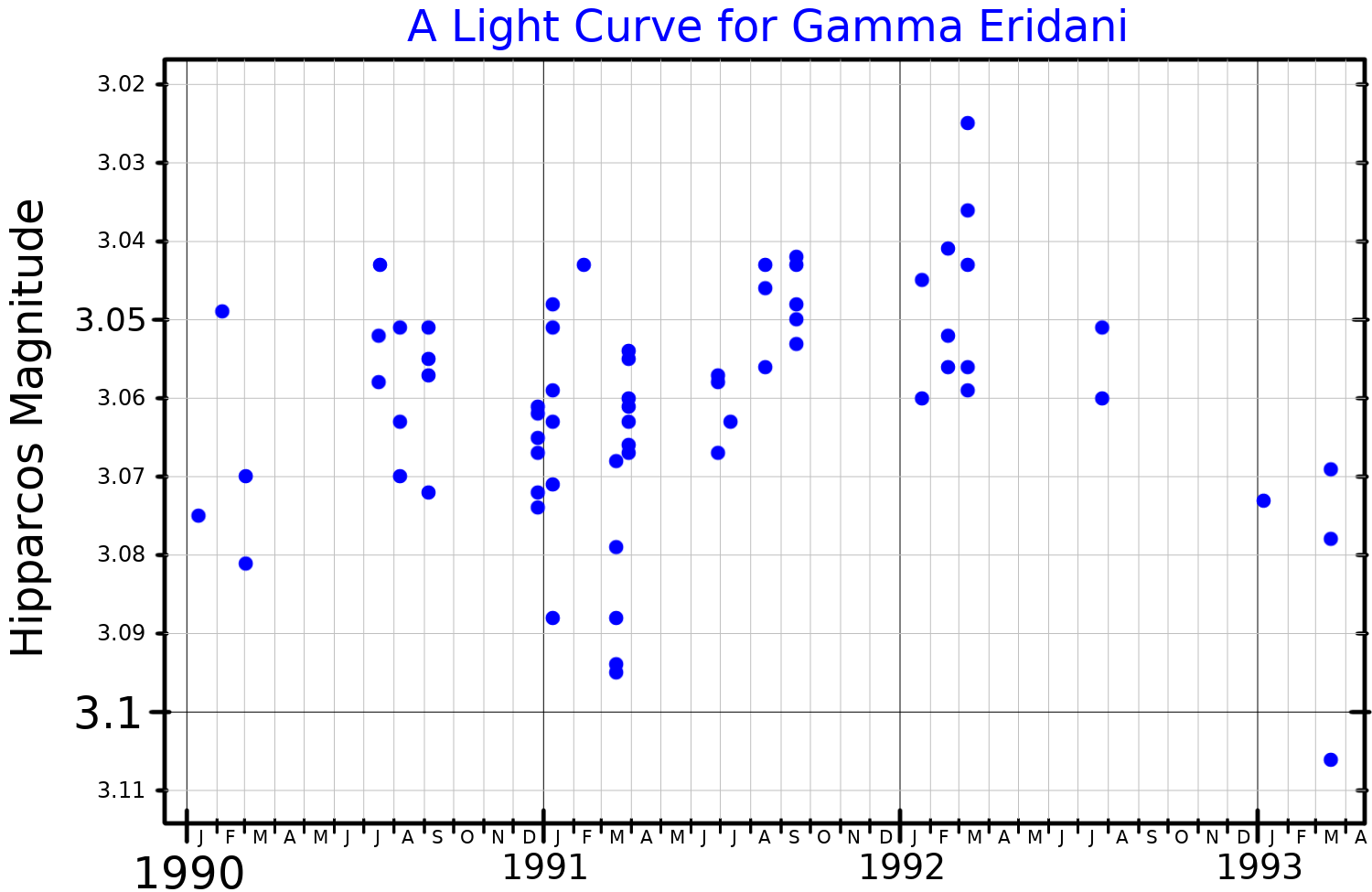
Lichtkromme van Zaurak

Zaurak (gamma Eridani) is een heldere ster in het sterrenbeeld Eridanus (rivier Eridanus).